# 阿波拉
阿波拉是巴西巴伊亚州的一个市镇。总面积572.23平方公里，总人口17748人，人口密度31人/平方公里。